# Whitlock (Automarke)

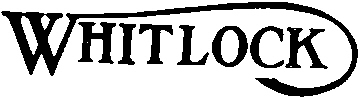

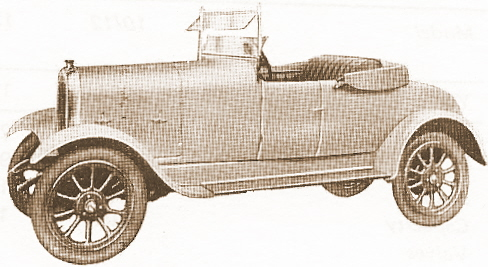
Whitlock 11 hp (1923)

Whitlock, zuvor Lawton, war eine britische Automobilmarke, die von 1914 bis 1933 von der Lawton Goodman Ltd. in Cricklewood (Hertfordshire) bei London hergestellt wurde. Nicht zu verwechseln ist diese Marke mit dem älteren Whitlock-Aster, der von der Whitlock Automobile Co. Ltd. gebaut wurde.

## Beschreibung
Die ersten Lawton erschienen 1914. Dies waren der 12/16 HP und der 20/30 HP mit Vierzylindermotoren. Die Karosserieformen Limousine und Kastenwagen sind überliefert. Ab 1915 wurde der Markenname Whitlock verwendet. Bereits ein Jahr später endete die Fertigung kriegsbedingt vorerst.
Nach dem Ersten Weltkrieg erschienen erst 1922 wieder Modelle der Mittelklasse mit Vier- und Sechszylindermotoren. Die letzten beiden Modelle, die ab 1927 angeboten wurden, besaßen größere Sechszylindermotoren. Ein Fahrzeug existiert noch heute.

## Modelle
| Marke und Modell  | Bauzeitraum | Zylinder | Hubraum  | Radstand     |
| ----------------- | ----------- | -------- | -------- | ------------ |
| Lawton 12/16 HP   | 1914–1914   | 4 Reihe  | 2409 cm³ | 2972 mm      |
| Lawton 20/30 HP   | 1914–1914   | 4 Reihe  | 4396 cm³ | 3048 mm      |
| Whitlock 12/16 HP | 1915–1916   | 4 Reihe  | 2409 cm³ | 2972 mm      |
| Whitlock 20/30 HP | 1915–1916   | 4 Reihe  | 4396 cm³ | 3048 mm      |
| Whitlock 11 HP    | 1922–1924   | 4 Reihe  | 1368 cm³ | 2591 mm      |
| Whitlock 12 HP    | 1922–1924   | 4 Reihe  | 1496 cm³ | 2591 mm      |
| Whitlock 14 HP    | 1922–1924   | 6 Reihe  | 1753 cm³ | 3200 mm      |
| Whitlock 16 HP    | 1924        | 6 Reihe  | 1991 cm³ | 3099 mm      |
| Whitlock 20/70 HP | 1927–1933   | 6 Reihe  | 2972 cm³ | 3150 mm      |
| Whitlock 21.5 HP  | 1928–1933   | 6 Reihe  | 3301 cm³ | 3150–3353 mm |